# Renegade (album de HammerFall)
 (mai 2017).
Si vous disposez d'ouvrages ou d'articles de référence ou si vous connaissez des sites web de qualité traitant du thème abordé ici, merci de compléter l'article en donnant les références utiles à sa vérifiabilité et en les liant à la section « Notes et références ».
Pour les articles homonymes, voir Renegade.
Albums de HammerFall
Legacy of Kings
(1998) Crimson Thunder
(2002)
Renegade est le troisième album studio du groupe de heavy metal suédois HammerFall. Il est sorti en 2000. C'est un des rares albums de metal à avoir été enregistrés à Nashville (Tennessee), le temple de la musique country.

## Composition du groupe
- Joacim Cans : chant
- Oscar Dronjak : guitare et chœurs
- Stefan Elmgren : guitare
- Magnus Rosén : basse et chœurs
- Anders Johansson : batterie

## Liste des titres
1. Templars Of Steel - 5:25
2. Keep The Flame Burning - 4:40
3. Renegade - 4:22
4. Living In Victory - 4:43
5. Always Will Be - 4:50
6. The Way Of The Warrior - 4:05
7. Destined For Glory - 5:10
8. The Champion - 4:57
9. Raise The Hammer (instrumental) - 3:22
10. A Legend Reborn - 5:12